# Standard Ethics
 (septembre 2018).
Standard Ethics est une agence de notation extra-financière internationale spécialisée dans l'évaluation de type qualitatif des entreprises selon des critères sociaux et environnementaux et suivant un cahier des charges lié au développement durable, en utilisant une forme de notation spécifique et du reporting environnemental. Son siège est à Bruxelles et à Londres. Son but principal est de promouvoir l'éthique des entreprises, la responsabilité sociétale des entreprises (RSE), l'investissement socialement responsable (ISR) et le gouvernement d'entreprise selon les principes et les lignes de conduite des Nations unies (UN), de l'Organisation de coopération et de développement économiques (OCDE) ainsi que de l'Union européenne (UE).
En mars 2013, Standard Ethics devient la première agence de notation sociale indépendante en Europe (RSE et gouvernement d'entreprise) après la décision de n'émettre que des notations sur demande (« sollicitées ») avec une méthodologie standard.

## Standard Ethics Rating
Le Standard Ethics rating est une notation extra-financière sollicitée (Solicited Sustainability Rating – SSR). Il s'agit d'une notation qui entend émettre un avis sur le niveau de conformité des entreprises et des pays souverains en matière de durabilité et de responsabilité sociétale des entreprises (RSE) selon la documentation et les lignes de conduite des Nations unies, de l'Organisation de coopération et de développement économiques (OCDE) ainsi que de l'Union européenne (UE). 
L'approche méthodologique de Standard Ethics remonte à 2001 en tant que département de recherche de l'Agenzia Europea d'Investimenti (AEI) Spa, une société de portefeuille active dans les investissements durables. Après une scission en 2003, elle devient une entité à part entière,,,,,.

### Système d'évaluation
Depuis 2002, les évaluations finales de Standard Ethics concernant le niveau de conformité des entreprises et des nations sur la base des valeurs éthiques de référence sont exprimées au moyen de huit notes différentes: EEE; EEE-; EE+; EE; EE-; E+; E; E-.
- "EEE" signifie ‘au-dessus de la moyenne’;
- "EE" pour ‘moyen’;
- "E" pour ‘au-dessous de la moyenne’.

Les nations et entreprises qui ne respectent pas les valeurs exprimées par les Nations unies ne reçoivent pas de notation; de plus, elles sont ajoutées parmi les émetteurs "suspendus".
Standard Ethics utilise un processus de notation basé sur les analystes de sorte que l'évaluation ne requiert en aucun cas de la part du requérant le remplissage de formulaires et de questionnaires ainsi qu'une documentation autre que celle déjà existante.

## Indices Standard Ethics
La publication des SER permet d'accéder à un ou plusieurs indices Standard Ethics selon la nature et la dimension de la société. En Europe, Standard Ethics a créé les indices suivants :
- Indice italien (comprenant les sociétés de l'indice FTSE-MIB de la bourse italienne ayant reçu un Standard Ethics Rating).
- Indice français (comprenant les plus grandes sociétés françaises cotées en bourse ayant reçu un Standard Ethics Rating).
- Indice belge (comprenant les plus grandes sociétés belges cotées en bourse ayant reçu un Standard Ethics Rating).
- Indice suisse (comprenant les plus grandes sociétés françaises cotées en bourse ayant reçu un Standard Ethics Rating).
- Indice italien MID (comprenant les sociétés italiennes cotées en bourse ayant reçu un Standard Ethics Rating et dont la capitalisation boursière s'élève à plus de 250 millions d'euros).
- Indice italien SMALL (comprenant les sociétés italiennes cotées en bourse ayant reçu un Standard Ethics Rating et dont la capitalisation boursière s'élève à moins de 250 millions d'euros).
- Indice européen sur les Green Bonds (comprenant les principales émissions européennes d'obligations vertes; Indice des banques italiennes. Il s'agit d'un indice de gouvernance comprenant les banques cotées à la bourse italienne).

En ce qui concerne les rapports effectués sur ses indices, Standard Ethics se base sur la divulgation complète.

### Notations nationales
Les 44 entrées suivantes (en 2013, Standard Ethics a assigné pour la première fois une notation à l'État de la Cité du Vatican):
| Pays         | Note | Perspective | Date         |  |
| ------------ | ---- | ----------- | ------------ |  |
| Argentine    | E    |             | Octobre 2015 |  |
| Australie    | EE+  |             | Octobre 2015 |  |
| Autriche     | EEE- |             | Octobre 2015 |  |
| Belgique     | EE-  |             | Octobre 2015 |  |
| Brésil       | EE-  |             | Avril 2014   |  |
| Bulgarie     | EE-  |             | Avril 2014   |  |
| Canada       | EE+  |             | Octobre 2015 |  |
| Chili        | E+   |             | Octobre 2015 |  |
| Chine        | E-   |             | Avril 2014   |  |
| Tchéquie     | EE   | Négatif     | Février 2016 |  |
| Danemark     | EEE  |             | Avril 2014   |  |
| Égypte       | E-   |             | Avril 2014   |  |
| Estonie      | EE-  |             | Avril 2014   |  |
| Finlande     | EEE  |             | Octobre 2015 |  |
| France       | EEE- |             | Avril 2014   |  |
| Allemagne    | EE+  |             | Avril 2014   |  |
| Royaume-Uni  | EEE- |             | Avril 2014   |  |
| Grèce        | EE   | Sous suivi  | Janvier 2015 |  |
| Hongrie      | E    |             | Février 2016 |  |
| Islande      | EEE  |             | Avril 2014   |  |
| Inde         | E    | Sous suivi  | Avril 2014   |  |
| Irlande      | EEE- |             | Avril 2014   |  |
| Israël       | E+   |             | Avril 2014   |  |
| Italie       | EE+  |             | Avril 2014   |  |
| Japon        | EE   |             | Avril 2014   |  |
| Luxembourg   | EE+  |             | Octobre 2015 |  |
| Mexique      | EE-  |             | Avril 2014   |  |
| Pays-Bas     | EEE- |             | Avril 2014   |  |
| New Zealand  | EEE- |             | Octobre 2015 |  |
| Norvège      | EEE  |             | Octobre 2015 |  |
| Pologne      | E+   |             | Février 2016 |  |
| Portugal     | EE   |             | Avril 2014   |  |
| Roumanie     | EE-  |             | Avril 2014   |  |
| Russie       | E    | Sous suivi  | Avril 2014   |  |
| Slovénie     | EE+  |             | Octobre 2015 |  |
| Slovaquie    | EE   | Négatif     | Février 2016 |  |
| South Africa | EE-  |             | Octobre 2015 |  |
| Corée du Sud | E+   |             | Avril 2014   |  |
| Espagne      | EEE- |             | Avril 2014   |  |
| Suède        | EEE  |             | Avril 2014   |  |
| Suisse       | EE+  |             | Avril 2014   |  |
| Turquie      | E+   |             | Avril 2014   |  |
| USA          | EEE- |             | Avril 2014   |  |
| Vatican      | EE   |             | Avril 2014   |  |